# Wilhelm Gumppenberg
Wilhelm Gumppenberg, né le 17 juillet 1609 à Munich (Allemagne) et mort le 8 mai 1675 à Innsbruck (Autriche) était un prêtre jésuite et théologien d'origine bavaroise, principalement connu pour son ouvrage consacré aux images miraculeuses de la Vierge Marie, l'Atlas Marianus.

## Biographie
Né à Munich le 17 juillet 1609 dans une famille de la petite noblesse bavaroise, Wilhelm Gumppenberg entra dans la Compagnie de Jésus en 1625. Il fit ses études à Landsberg (1625-1633), puis à Rome (1633-1640). À l'issue de celles-ci, Gumppenberg entama une carrière de prédicateur qui le conduisit successivement à Ingolstadt (1640-1643), Ratisbonne (1643-1646), Fribourg en Suisse (1646-1649), Fribourg-en-Brisgau (1649-1650), Trente (1650-1656), Augsbourg (1656-1658), Dillingen (1658-1660) et Innsbruck (1660-1662). Il fut ensuite envoyé à Rome comme pénitencier des pèlerins de langue allemande à la basilique Saint-Pierre (1662-1666). À l'issue de ce second séjour romain, Gumppenberg rentra en Bavière. Il mourut à Innsbruck le 8 mai 1675.

## Œuvres
Si Wilhelm Gumppenberg est l’auteur d’un répertoire des églises romaines destiné aux pèlerins et d’un recueil de méditations sur la vie du Christ, son nom reste avant tout attaché à un inventaire des images miraculeuses de la Vierge, l'Atlas Marianus, œuvre à laquelle il consacra plus de vingt années de sa vie.

## Écrits

### L'Atlas marianus
- Idea Atlantis Mariani de Imaginibus miraculosis B. V. Mariae, Trente, Carlo Zanetti, 1655.
- Atlas Marianus sive de Imaginibus Deiparae per Orbem Christianum Miraculosis, auctore Guilielmo Gumppenberg, 4 t., 1657-1659 (t. I et II publiés par Georg Haenlin à Ingolstadt et Lucas Straub à Munich, t. III et IV publiés par Johann Ostermeyer à Ingolstadt).
- Marianischer Atlas : das ist wunderthätige Mariabilder so in aller christlichen Welt mit Wunderzaichen berhuembt durch Guilielmum Gumppenberg, 4 t., 1657-1659 (t. I et II publiés par Georg Haenlin à Ingolstadt, Lucas Straub à Munich et Johann Jaecklin, aussi à Munich, t. III et IV publiés par Johann Jaecklin à Munich).
- Atlas Marianus, quo sanctae Dei genitricis Mariae imaginum miraculosarum origines duodecim historiarum centuriis explicantur, Munich, Johann Jaecklin, 1672.

### Autres écrits
- Sedici pellegrinaggi per le 365 chiese di Roma, Rome, Egidio Ghezzi, 1665.
- Iesus vir dolorum Mariae matris dolorosae filius, Munich, Hermann von Gelder, 1672.